# China Open 2010
Sanyuan Foods China Open 2010 — piąty turniej rankingowym sezonu snookerowego 2009/2010. Sponsorem tego turnieju była firma Sanyuan Foods. W dniach 29 marca – 4 kwietnia 2010 roku miejscem jego rozegrania było audytorium Uniwersytetu Pekińskiego. Obrońcą tytułu mistrzowskiego był Peter Ebdon, który przegrał w ćwierćfinale z Dingiem Junhui 3-5.
Zwycięzcą turnieju został Mark J. Williams, który w finale pokonał Dinga Junhui 10-6; wygrywając siedem z ostatnich ośmiu frame’ów. Dla Walijczyka był to pierwszy triumf w imprezie rankingowej po czterech latach przerwy, trzecie zwycięstwo w China Open (poprzednio w 2001 i 2006) i jednocześnie 17. tytuł w karierze.
Mecze kwalifikacyjne zostały rozegrane w dniach 2 – 5 lutego w Prestatynie.

## Wydarzenia związane z turniejem
- Maltańczyk Tony Drago po raz drugi z rzędu awansował do fazy głównej turnieju rankingowego. Po raz pierwszy od powrotu do Main Touru ta sztuka udała się także Belgowi Bjornowi Haneveerowi[2].
- Niespodziewanie Ronnie O’Sullivan przegrał 3-5 w meczu pierwszej rundy z grającym z dziką kartą Tian Pengfeiem. To jeden z najbardziej zaskakujących rezultatów ostatnich lat[3].
- Neil Robertson wbił maksymalnego breaka w drugiej partii meczu 1/8 finału z Peterem Ebdonem. To pierwsze takie osiągnięcie Australijczyka w karierze[4].
- Break maksymalny autorstwa Neila Robertsona jest drugim "maksem" w historii rozgrywania turnieju China Open w Pekinie (od 2005 roku). Poprzedni break w wysokości 147 punktów został wbity przez Stephena Maguire’a podczas China Open 2008[5].
- Stephen Hendry udanie zrewanżował się Ryanowi Dayowi za porażkę 3-5 w drugiej rundzie styczniowego turnieju Welsh Open. Siedmiokrotny Mistrz świata pokonał Walijczyka 5-0 na tym samym etapie tego turnieju China Open[6].
- John Higgins po raz pierwszy od sierpnia 2008 roku nie awansował do ćwierćfinału turnieju rankingowego. Niesamowitą serię aktualnego mistrza świata przerwał powracający do wysokiej formy Mark J. Williams pokonując Szkota w II rundzie wynikiem 5-2[7].
- Obrońca turnieju – Peter Ebdon został wyeliminowany w ćwierćfinale przez Ding Junhuia.
- Dzięki pokonaniu w półfinale Marka Allena, Ding Junhui po pięciu latach ponownie zagrał w finale China Open[8].
- Mark J. Williams awansował do finału turnieju rankingowego po czterech latach przerwy (poprzednio China Open 2006). Wówczas to odnotował swoje ostatnie zwycięstwo w imprezie rankingowej.
- Zwycięzca turnieju China Open 2010, Mark J. Williams, poprzednio zwyciężał w tym turnieju w roku 2001 i 2006[9].
- Za zwycięstwo w turnieju Mark J. Williams otrzymał £55 000. Wicemistrz Ding Junhui wzbogacił się o £28 000. Niemal równie wysokie pieniądze wypłacono Neilowi Robertsonowi. Australijczyk dotarł do drugiej rundy (£5 370), ale wbił też maksymalnego breaka zarabiając kolejne £22 000 (20 000 za maksymalnego i 2000 za najwyższego breaka zawodów)[9].

## Nagrody
|                                   | Nagroda   |
| --------------------------------- | --------- |
| Zwycięzca                         | 55 000 £  |
| Finalista                         | 28 000 £  |
| Półfinalista                      | 14 000 £  |
| Ćwierćfinalista                   | 7 525 £   |
| 2. runda                          | 5 370 £   |
| 1. runda                          | 3 640 £   |
| 4. runda kwalifikacji             | 2 050 £   |
| 3. runda kwalifikacji             | 1 400 £   |
| Najwyższy break turnieju          | 2 000 £   |
| Maksymalny break w turnieju       | 20 000 £  |
| Najwyższy break kwalifikacji      | 500 £     |
| Maksymalny break w kwalifikacjach | 1 000 £   |
| Łączna pula nagród                | 300 000 £ |

## Sędziowie
- Guo Jun
- Lu Kangming
- Shi Ming
- Michaela Tabb
- Eirian Williams
- Jan Verhaas
- Zhu Ying

## Zawodnicy

### Zawodnicy rozstawieni
W turnieju na 1. pozycji rozstawiony został obrońca tytułu. Jako drugi rozstawiony został aktualny Mistrz świata. Następni gracze byli rozstawiani według kolejności zajmowanej na światowej liście rankingowej.

1. Peter Ebdon (obrońca tytułu)
2. John Higgins MBE
3. Ronnie O’Sullivan MBE
4. Stephen Maguire
5. Shaun Murphy
6. Allister Carter
7. Ryan Day
8. Mark Selby
9. Marco Fu
10. Neil Robertson
11. Stephen Hendry MBE
12. Mark Allen
13. Joe Perry
14. Ding Junhui
15. Mark Williams MBE
16. Mark King

### Zawodnicy nierozstawieni
Poniżsi zawodnicy uzyskali awans do turnieju China Open poprzez udział w kwalifikacjach (w nawiasie numer zajmowany na liście rankingowej):

- Barry Hawkins (17)
- Jamie Cope (18)
- Graeme Dott (28)
- Nigel Bond (29)
- Judd Trump (30)
- Fergal O’Brien (31)
- Gerard Greene (32)
- Mike Dunn (38)
- Andrew Higginson (43)
- Robert Milkins (55)
- Rod Lawler (61)
- Tian Pengfei (nkl)[11]
- James Wattana (nkl)[11]
- Tony Drago (nkl)[11]
- Liu Chuang (nkl)[11]
- Bjorn Haneveer (nkl)[11]

## Przebieg turnieju

### 29 marca
W pierwszym dniu turnieju rozegranych zostało 8 pojedynków z rundy dzikich kart.
W sesji popołudniowej odbyły się 4 pojedynki.
W pierwszym pojedynku zmierzyli się ze sobą Rod Lawler i Supoj Saenla. Anglik w 8 frejmach rozprawił się z Tajlandczykiem i wygrywając 5-3 (do przerwy 2-2) awansował do pierwszej rundy turnieju zasadniczego. W spotkaniu tym co prawda nie padł żaden break stupunktowy, jednak najbliżej tego był Tajlandczyk, który w pierwszej partii spotkania zdobył 98 punktów.
W drugim spotkaniu Robert Milkins zmierzył się z Lü Chenwei. Ten pojedynek również zakończył się zwycięstwem Anglika wynikiem 5-2. Najwyższy break spotkania to 74 punkty Roberta Milkinsa.
Trzeci pojedynek zakończył się wysokim zwycięstwem Andrew Higginson nad Li Yan. Anglik pokonał Chińczyka wygrywając 5-0. Najwyższy break tego spotkania to 64 punkty Higginsona.
W czwartym meczu przy snookerowym stole spotkali się Mistrz świata w snookerze na 6 czerwonych bilach, Anglik Mark Davis i 22-letni Chińczyk Tian Pengfei. Spotkanie było bardzo wyrównane; na przerwę zawodnicy schodzili przy stanie 2-2. Cały mecz rozstrzygnął się w ostatniej, 9 partii, kiedy to z zaciętego frame’a zwycięsko wyszedł Chińczyk, a cały mecz zakończył się wynikiem 5-4 dla Tiang Pengfeia. W tym pojedynku padł pierwszy stupunktowy break turnieju (i najwyższy w karierze zawodnika trwającej od 1991 roku) – 143 punkty w wykonaniu Marka Davisa.
W sesji wieczornej rozegrane zostały kolejne cztery pojedynki rundy dzikich kart.
W piątym pojedynku pierwszego dnia zagrali ze sobą James Wattana i Au Chi Wai. Mecz przebiegał jednostronnie na korzyść Tajlandczyka, który wygrał mecz wynikiem 5-0. Najwyższym breakiem spotkania okazało się 77 punktów Jamesa Wattany.
W szóstym meczu zagrali ze sobą Tony Drago i Shi Shuamgyang. Mimo bardzo dobrej gry Chińczyka to Maltańczyk okazał się lepszy i ograł rywala 5-3 (do przerwy 2-2). Pierwszego frame’a po przerwie wygrał Chińczyk doprowadzając do stanu 3-2 na niekorzyść Drago. Kolejne partie odbywały się pod dyktando Tony’ego Drago. W ostatniej, 8. partii spotkania Drago wbił jedynego stupunktowego breaka spotkania – 120 punktów.
Siódmy mecz został rozegrany pomiędzy czarnoskórym reprezentantem Anglii Rory McLeodem, a reprezentantem gospodarzy Liu Chuang. Chińczyk szybko zakończył spotkanie z Anglikiem pokonując go 5-0. To także Chińczyk jest autorem najwyższego breaka spotkania: wbił 104 punkty w pierwszej partii pojedynku.
W ostatnim pojedynku tego dnia zmierzyli się ze sobą Bjorn Haneveer i Yu Delu. Belg pokonał Chińczyka wynikiem 5-4, wcześniej dwukrotnie odrabiając dwuframe’ową stratę. Podczas rozgrywania tego spotkania padły dwa breaki stupunktowe: 116 punktów Yu Delu i 102 punkty Bjorna Haneveera.

### 30 marca
W drugim dniu turnieju rozegranych zostało 8 pojedynków z pierwszej rundy fazy zasadniczej turnieju. Cztery z nich odbyły się w sesji popołudniowej, cztery pozostałe zaś w sesji wieczornej.
W pierwszym pojedynku sesji popołudniowej zagrali ze sobą Neil Robertson i Mike Dunn. Australijczyk pokonał w swoim meczu otwarcia Mike’a Dunna 5-2 (do przerwy prowadząc 3-1). To także Robertson był autorem dwóch breaków stupunktowych w tym spotkaniu: 112 i 102 punkty.
Drugi mecz tego dnia był według telewizji Eurosport jednym z ciekawszych meczów pierwszej rundy turnieju. Został rozegrany pomiędzy doświadczonym Walijczykiem Markiem Williamsem a znacznie młodszym Anglikiem Jamie Cope’em. Do przerwy mecz był wyrównany (wynik: 2-2), jednak po powrocie z 15-minutowego odpoczynku spotkanie to odbywało się pod dyktando Walijczyka, który ostatecznie wygrał całe spotkanie wynikiem 5-3. Najwyższy break spotkania padł w pierwszym framie: 83 punkty Jamiego Cope’a.
Trzeci mecz tego dnia rozegrali między sobą: reprezentant Hongkongu Marco Fu i Belg Bjorn Haneveer. Od samego początku spotkania lepszym zawodnikiem okazał się być Marco Fu, który na przerwę zszedł przy korzystnym dla siebie wyniku 3-1. Po przerwie nie oddał prowadzenia rywalowi, a ostatecznie spotkanie to zakończyło się wynikiem 5-2. To także Marco Fu jest autorem jedynego stupunktowego breaka w tym meczu: 110 punktów w trzeciej partii spotkania.
W czwartym, równoległym do pozostałych, spotkaniu zagrali: Szkot Stephen Maguire z Anglikiem Barrym Hawkinsem. Choć zwycięzcą pierwszego frame’a okazał się Hawkins, to na przerwę zawodnicy schodzili przy prowadzeniu Maguire’a 3-1. Ostatecznie całe spotkanie zakończyło się zwycięstwem Szkota 5-3. Najwyższy break spotkania to 88 punktów Stephena Maguire’a.
Piąty mecz (już w sesji wieczornej) tego dnia rozegrany pomiędzy Markiem Allenem i Graeme Dottem zakończył się wysoką wygraną 5-1 na korzyść Allena. W pierwszym framie lepszy okazał się Dott, jednak w późniejszych partiach nie był w stanie wygrać z Allenem. Najwyższy break meczu to 102 punkty wbite w drugiej partii spotkania przez Marka Allena.
Szósty pojedynek tego dnia stoczyli między sobą Walijczyk Ryan Day i Anglik Barry Hawkins. Zawodnicy zeszli na przerwę przy prowadzeniu Walijczyka 3-1, który nie dał sobie odebrać zwycięstwa, ostatecznie wygrywając 5-1. Najwyższy break spotkania to 65 punktów Daya.
W siódmym meczu, rozgrywanym równolegle do pozostałych w sesji wieczornej, spotkali się aktualny Mistrz świata John Higgins i Fergal O’Brien. Po ciężkim meczu, trwającym prawie 3 godziny, ostatecznie John Higgins pokonał Fergala O’Briena 5-3. Najwyższy break spotkania to 77 punktów Fergala O’Briena wbite w piątej partii meczu.
Ósmy mecz tego dnia rozegrany został między Ding Junhuiem i Gerardem Greene’em. Zwycięzcą okazał się Chińczyk pokonując Gerarda Greene'a 5-3. Lokalny faworyt i zwycięzca turnieju sprzed pięciu lat prowadził już 4-1, kiedy rywal zaczął powracać do meczu. Chińczyk podniósł się jednak w ósmym framie kończąc mecz najwyższym breakiem meczu – 107 punktów.

### 31 marca
Trzeciego dnia turnieju China Open rozegranych zostało 8 pojedynków I rundy. Rozegrane zostały dwie sesje, w których równlegle odbywały się cztery mecze.
W pierwszym spotkaniu, trwającym nieco ponad dwie godziny, Allister Carter pewnie awansował do drugiej rundy turnieju pokonując grającego z dziką kartą Liu Chuanga 5-1. Najwyższy break spotkania, wbity przez Allistera Cartera, padł w pierwszym framie i wyniósł 68 punktów.
Drugi mecz był pojedynkiem Stephena Hendry’ego i Andrew Higginsona. Hendry do przerwy remisował z Higginsonem 2-2, jednak po powrocie do stołu nie dał rywalowi wielkiego pola manewru. Ostatecznie Szkot pokonał Anglika wynikiem 5-2. Na drodze do zwycięstwa Szkot w trzecim framie meczu wbił 745. setkę swojej kariery – 132 punkty.
Trzeci snookerowy pojedynek stoczyli między sobą Mark King i James Wattana. Wynik do przerwy był korzystniejszy dla Wattany, który prowadził 3-1. Mark King jednak powrócił od stanu 2-4 i pokonał 5-4 Jamesa Wattanę w meczu pierwszej rundy China Open. Anglik zakończył mecz breakiem w wysokości 100 punktów, który był zarazem najwyższym breakiem tego spotkania.
Ostatni, czwarty mecz sesji popołudniowej rozegrany został między zawodnikami: Peterem Ebdonem i Judda Trumpa. Ebdon skutecznie rozpoczął obronę tytułu w China Open ogrywając w pierwszej rundzie turnieju Trumpa 5-4 (do przerwy prowadzenie Ebdona 3-1). Peter Ebdon wbił także najwyższego, i zarazem jedynego breaka stupunktowego w spotkaniu – 130 punktów.
Piąty mecz tego dnia, a jednocześnie pierwszy spośród rozgrywanych w sesji wieczornej, to spotkanie Anglika Joe Perry’ego z jedynym Maltańczykiem w turnieju, Tonym Drago. Do przerwy Perry nie dał wygrać ani jednego frame’a przeciwnikowi i na przerwę zawodnicy zeszli przy prowadzeniu Perry’ego 4-0. Po przerwie Drago, mimo iż wygrał pierwszego frame’a, nie był w stanie nawiązać równorzędnej walki i ostatecznie Joe Perry wygrał wynikiem 5-1. Najwyższy break meczu to 75 punktów Anglika.
Kolejny, szósty mecz, określony został przez telewizję Eurosport jako sensacyjny, który przyniósł jeden z najbardziej zaskakujących rezultatów ostatnich lat w zawodowym snookerze. W meczu tym odpadł bowiem Ronnie O’Sullivan pokonany przez zdobywcę dzikiej karty – Tian Pengfeia wynikiem 5-3. O’Sullivan, przegrywając 3-4, raczej niespodziewanie dostał szansę na ostatnich bilach ósmego frame’a. Wbił brązową przez cały stół, spozycjonował do różowej z niebieskiej, wyszedł niemal na wprost do czarnej i spudłował. Czarna zawisła na skraju. Pengfei nawet nie musiał jej dobijać, bowiem trzykrotny Mistrz świata poddał frame’a, a jednocześnie cały mecz. Najwyższy break spotkania: 97 punktów O’Sullivana w pierwszej partii pojedynku.
W kolejnym, siódmym spotkaniu tego dnia pojedynek stoczyli Shaun Murphy i Nigel Bond. Do przerwy pojedynek był wyrównany i zakończył się remisem 2-2. Po przerwie jednak Nigel Bond zdominował grę, i nie dając wielkiego pola manewru Murphy’emu wygrał kolejne trzy frame’y. Ostatecznie spotkanie to zakończyło się wygraną Bonda 5-2. Najwyższy break spotkania i jednocześnie jedyny stupunktowy był autorstwa Shauna Murphy’ego i wyniósł 127 punktów.
Ostatnim meczem tego dnia było spotkanie Marka Selby’ego z Rodem Lawlerem. Przebieg tego spotkania był bardzo podobny do spotkania Murphy’ego i Bonda. Do przerwy remis 2-2, po przerwie zdecydowana dominacja Selby’ego i ostatecznie wygrana 5-2. Najwyższy break spotkania: 79 punktów Selby’ego.

### 1 kwietnia
Czwarty dzień turnieju to dzień, w którym rozegrane zostało osiem spotkań II rundy turnieju. Stawką tych spotkań był awans do ćwierćfinału tegoż turnieju.
W pierwszym spotkaniu sesji popołudniowej naprzeciwko siebie stanęli Mark Allen i Stephen Maguire. W pierwszej partii spotkania zwyciężył Maguire, jednak z trzech kolejnych zwycięsko wyszedł Allen, który dzięki temu na przerwę schodził przy prowadzeniu 3-1. Od stanu 4-1 Maguire wygrał dwie kolejne partie, doprowadzając do stanu 4-3. Pojedynek ten rozstrzygnął się w ósmym framie: Allen – Maguire, 5-3. Najwyższy frame meczu to 64 punkty Maguire’a.
Drugi mecz rozegrany został pomiędzy Tian Pengfeiem i Markiem Kingiem. Do przerwy mecz był wyrównany, czego odzwierciedleniem był wynik 2-2. Jednak w drugiej części meczu lepszym zawodnikiem okazał się Mark King, który wygrał całe spotkanie 5-3, i był także autorem najwyższego breaka w spotkaniu – 91 punktów w siódmej partii.
Trzeci snookerowy pojedynek rozegrali między sobą Allister Carter i Joe Perry, z którego zwycięsko wyszedł wyżej notowany w światowym rankingu snookerowym, Allister Carter. Wynik do przerwy: 2-2. Wynik końcowy: 5-3. Najwyższy break w meczu, wbity przez Perry’ego, padł w trzecim framie i wyniósł 99 punktów.
W czwartym, trwającym nieco ponad trzy godziny meczu, spotkali się reprezentant Hongkongu Marco Fu i kwalifikant, Anglik Nigel Bond. Pierwsze trzy frame’y ułożyły się na korzyść Bonda, jednak Fu wygrał pięć kolejny frame’ów i od stanu 0-3 pokonał Nigela Bonda 5-3. Mimo przegranej to Anglik jest autorem najwyższego breaka meczu: 74 punkty w trzeciej partii spotkania.
Piąte spotkanie tego dnia i równocześnie pierwsze w sesji wieczornej rozegrali między sobą Walijczyk Ryan Day i siedmiokrotny Mistrz świata, Szkot Stephen Hendry. Całe spotkanie, trwające zaledwie 2 godziny, przebiegało pod znakiem zdecydowanej dominacji Szkota, który ostatecznie pokonał Walijczyka 5-0. To również Stephen Hendry jest autorem najwyższego breaka spotkania – 76 punktów.
Kolejny, szósty pojedynek rozegrany został pomiędzy Walijczykiem Markiem Williamsem a aktualnym Mistrzem świata Johnem Higginsem. Od początku spotkania na prowadzeniu utrzymywał się Williams. Na przerwę schodzili przy prowadzeniu Walijczyka 3-1. Po przerwie Higgins nie był już w stanie odrobić straty ani wyjść na prowadzenie w meczu. Ostatecznie Williams pokonał aktualnego mistrza świata 5-2. Także Mark Williams był autorem najwyższego i jedynego stupunktowego breaka w meczu – 108 punktów.
W siódmym meczu spotkali się obrońca tytułu Peter Ebdon i Neil Robertson. W trwającym nieco ponad 2,5 godziny spotkaniu Ebdon pokonał Robertsona 5-1. W meczu tym Australijczyk Robertson w jedynym wygranym przez siebie framie wbił maksymalnego breaka – pierwszego w swojej karierze.
W ostatnim, ósmym spotkaniu tego dnia, naprzeciwko siebie stanęli Anglik Mark Selby i Chińczyk Ding Junhui. Do przerwy pojedynek był bardzo wyrównany czego odzwierciedleniem był wynik 2-2. Po przerwie kolejne dwa frame’y wygrał Junhui wychodząc na prowadzenie w meczu 4-2. Tego prowadzenia nie dał już sobie odebrać do końca spotkania ostatecznie wygrywając 5-3. W spotkaniu tym zarówno Anglik jak i Chińczyk wbili po dwa breaki stupunktowe: Selby – 116 i 101 punktów, Junhui – 126 i 101 punktów.

### 2 kwietnia
W piątym dniu turnieju rozegrano cztery spotkania ćwierćfinałowe. Zwycięzcy tych spotkań awansują do półfinału turnieju.
Pierwsze spotkanie w sesji popołudniowej zostało rozegrane pomiędzy reprezentantem Irlandii Północnej Markiem Allenem i reprezentantem Szkocji, siedmiokrotnym Mistrzem świata, Stephenem Hendrym. Pierwsza część spotkania była wyrównana, a zawodnicy zeszli na przerwę przy remisie 2-2. Dwa wygrane przez Hendry’ego frame’y po przerwie dały mu bezpieczne prowadzenie 4-2. Mark Allen jednak powrócił od stanu 2-4 i wygrał 5-4 ćwierćfinałowy mecz ze Stephenem Hendrym. Najwyższy break spotkania, a jednocześnie jedyny break stupunktowy w spotkaniu, został wbity w drugiej partii przez przegranego Stephena Hendry’ego i wyniósł 126 punktów.
W drugim spotkaniu naprzeciwko siebie stanęli Chińczyk Ding Junhui i obrońca tytułu Anglik Peter Ebdon. W pierwszej części spotkania zdecydowanie lepszym zawodnikiem okazał się Chińczyk, który wygrał cztery kolejne frame’y i na przerwę zszedł przy korzystnym dla siebie prowadzeniu 4-0. Kolejne dwie partie wygrał Ebdon, jednak nie był w stanie dłużej utrzymywać tego poziomu i siódmego frame’a tego meczu wygrał Junhui, ostatecznie pokonując obrońcę tytułu wynikiem 5-2. To także Chińczyk jest autorem najwyższego breaka spotkania – 121 punktów.
Trzeci pojedynek ćwierćfinałowy tego dnia rozegrany już w sesji wieczornej zgromadził przy snookerowym stole Walijczyka Marka Williamsa i reprezentanta Hongkongu Marco Fu. W trzech pierwszych frame’ach lepszym zawodnikiem okazał się Walijczyk, jednak ostatnia partia przed przerwą, wygrana przez Marco Fu dała w rezultacie wynik 3-1. Po powrocie z regulaminowej przerwy Williams nie dał dużego pola manewru przeciwnikowi wygrywając dwa frame’y, i całe spotkanie 5-1. Najwyższy break spotkania: 116 punktów Marka Williamsa w trzecim framie.
W czwartym spotkaniu naprzeciwko siebie stanęli dwaj Anglicy: Allister Carter i Mark King. Pierwsza część spotkania została zdominowana przez Allistera Cartera, który do przerwy prowadził 3-1. Po przerwie Carter wygrał dwa frame’y, dzięki czemu spotkanie zakończyło się po nieco ponad dwóch godzinach wynikiem 5-1 dla Allistera Cartera. Najwyższy break spotkania wbity został przez Marka Kinga w jedynej wygranej przez siebie partii i wyniósł 74 punkty.

### 3 kwietnia
Tego dnia rozegrane zostały dwa mecze półfinałowe. Zwycięzcy tych pojedynków spotkali się ze sobą w finale.
Pierwszy półfinałowy pojedynek odbył się pomiędzy reprezentantem Irlandii Północnej Markiem Allenem i reprezentantem gospodarzy Ding Junhuiem. Całe spotkanie odbywało się pod dyktando Chińczyka, który prowadząc do przerwy 3-1, ostatecznie pokonał Allena 6-2. W całym spotkaniu, trwającym niecałe 3 godziny, padły także dwa breaki stupunktowe autorstwa Junhuia (137 i 125 punktów).
Drugi mecz półfinałowy rozegrali między sobą zawodnicy starego kontynentu: Walijczyk Mark J. Williams i Anglik Allister Carter. Mimo wygrania trzech z pierwszych czterech partii i ustaleniu wyniku do przerwy na 3-1, Carterowi nie udało się wyjść zwycięsko z tego spotkania, przegrywając mecz z Markiem Williamsem 4-6. Kluczowymi momentami tego spotkania według telewizji Eurosport były dwa zdarzenia. Do pierwszego doszło jeszcze w trzecim framie. Carter prowadząc 2-0 i 47-29 zostawił bezpieczny stół z dwiema czerwonymi. Williams zbyt grubo trafił jedną z nich przy próbie odstawnej kompletnie tracąc kontrolę nad bilą białą. Zamiast jednak kary przyszła nagroda – czerwona wpadła, otworzyła się czarna, biała idealnie spozycjonowała się do różowej. Czyszczenie stało się formalnością, a Walijczyk zapisał wreszcie na swoim liczniku pierwszą partię. Drugim zdarzeniem można określić sekwencję trzech kolejnych frame’ów wygranych przez późniejszego zwycięzcę, dzięki którym wyszedł na prowadzenie 4-3. W każdej z tych partii swoje spore szanse otrzymywał Carter. Najwyższy break meczu, wbity przez Walijczyka padł w ostatniej partii i wyniósł 68 punktów.

### 4 kwietnia
Siódmego dnia turnieju rozegrano mecz finałowy turnieju China Open. Odbył się on w dwóch sesjach: popołudniowej (9 frame’ów) i wieczornej (9 frame’ów). Sędzią meczu finałowego była Michaela Tabb.
W finałowym pojedynku turnieju spotkali się reprezentant gospodarzy Chińczyk Ding Junhui i Walijczyk Mark J. Williams.
Już pierwsza partia meczu przyniosła breaka stupunktowego – 110 punktów. Jej autorem okazał się Walijczyk, który – jak miało się okazać – wyszedł na prowadzenie po raz pierwszy i ostatni w tej części spotkania.
Kolejny frame przyniósł wyrównanie ze strony Ding Junhuia po drugim breaku stupunktowym finału (127 punktów). Breaki 53- i 70-punktowe pozwoliły Chińczykowi objąć prowadzenie 3-1, po czym Williams – po raz pierwszy w finale – zredukował straty o połowę wbijając 68 punktów, tym samym doprowadzając do stanu 3-2 dla Junhuia.
Trzeci i ostatni w pierwszej sesji finału stupunktowy break Chińczyka przyniosła partia szósta. 116-punktowe podejście Ding Junhuia ponownie dało mu dwa frame’y przewagi (4-2). Williams jednak nie dał Junhuiowi zwiększyć swojej przewagi i odrobiwszy część strat doprowadził do stanu 4-3. Finaliści podzielili się również dwiema ostatnimi partiami sesji – na 82 punktów Dinga, Williams odpowiedział podejściem 61-punktowym.
Sesja popołudniowa przyniosła zmianę. Pierwszego frame’a wygrał Williams, doprowadzając tym samym do wyrównania stanu meczu. Ding Junhui, przy wyniku 5-5 budował brejka, którym doszedł do 61 punktów przewagi przy 67 na stole. Minimalnie spudłowane zatrzymanie białej na czerwonej sprawiło, że biała uciekła na środek stołu. Z tego miejsca Chińczyk zdecydował się wbijać jedną z niełatwych czerwonych z odważnym, choć nierozsądnym pozycjonowaniem białej do czarnej. Spudłował i zamiast powrotu na prowadzenie obserwował, jak rywal spokojnie wbija 65 i pierwszy raz od stanu 1-0 obejmuje prowadzenie w meczu.
Dwunasty frame przebiegał pod dyktando Junhuia, który wbijając 73-punktowego breaka wyrównał stan meczu na 6-6. Jednak następne frame’y przebiegały korzystniej dla Williamsa, który wygrywając cztery kolejne partie ostatecznie zwyciężył 10-6 zdobywając tym samym swój 17. rankingowy tytuł.

## Runda dzikich kart
29 marca ośmiu lokalnych zawodników spotkało się z najniżej notowanymi zwycięzcami meczów kwalifikacyjnych. Stawką tych pojedynków było miejsce w pierwszej rundzie fazy głównej zawodów.
| Mecz |                  | Wynik |                |
| ---- | ---------------- | ----- | -------------- |
| WC1  | Rod Lawler       | 5-3   | Supoj Saenla   |
| WC2  | Robert Milkins   | 5-2   | Lü Chenwei     |
| WC3  | Andrew Higginson | 5-0   | Li Yan         |
| WC4  | Mark Davis       | 4-5   | Tian Pengfei   |
| WC5  | James Wattana    | 5-0   | Au Chi Wai     |
| WC6  | Tony Drago       | 5-3   | Shi Shuamgyang |
| WC7  | Rory McLeod      | 0-5   | Liu Chuang     |
| WC8  | Bjorn Haneveer   | 5-4   | Yu Delu        |

## Drabinka turniejowa
|  |                                |                                |                                |                  |        |                             |                             |                             |  |  |                              |                              |                              |  |  |                           |                           |                           |  |  |                        |                        |                        |
|  | Pierwsza runda (Do 5 frame’ów) | Pierwsza runda (Do 5 frame’ów) | Pierwsza runda (Do 5 frame’ów) |                  |        | Druga runda (Do 5 frame’ów) | Druga runda (Do 5 frame’ów) | Druga runda (Do 5 frame’ów) |  |  | Ćwierćfinały (Do 5 frame’ów) | Ćwierćfinały (Do 5 frame’ów) | Ćwierćfinały (Do 5 frame’ów) |  |  | Półfinały (Do 6 frame’ów) | Półfinały (Do 6 frame’ów) | Półfinały (Do 6 frame’ów) |  |  | Finał (Do 10 frame’ów) | Finał (Do 10 frame’ów) | Finał (Do 10 frame’ów) |
|  | Pierwsza runda (Do 5 frame’ów) | Pierwsza runda (Do 5 frame’ów) | Pierwsza runda (Do 5 frame’ów) |                  |        | Druga runda (Do 5 frame’ów) | Druga runda (Do 5 frame’ów) | Druga runda (Do 5 frame’ów) |  |  | Ćwierćfinały (Do 5 frame’ów) | Ćwierćfinały (Do 5 frame’ów) | Ćwierćfinały (Do 5 frame’ów) |  |  | Półfinały (Do 6 frame’ów) | Półfinały (Do 6 frame’ów) | Półfinały (Do 6 frame’ów) |  |  | Finał (Do 10 frame’ów) | Finał (Do 10 frame’ów) | Finał (Do 10 frame’ów) |
|  |                                |                                |                                |                  |        |                             |                             |                             |  |  |                              |                              |                              |  |  |                           |                           |                           |  |  |                        |                        |                        |
|  |                                |                                |                                |                  |        |                             |                             |                             |  |  |                              |                              |                              |  |  |                           |                           |                           |  |  |                        |                        |                        |
|  | Anglia                         | Peter Ebdon                    | 5                              |                  |        |                             |                             |                             |  |  |                              |                              |                              |  |  |                           |                           |                           |  |  |                        |                        |                        |
|  | Anglia                         | Peter Ebdon                    | 5                              |                  |        |                             |                             |                             |  |  |                              |                              |                              |  |  |                           |                           |                           |  |  |                        |                        |                        |
|  | Anglia                         | Judd Trump                     | 4                              |                  |        |                             |                             |                             |  |  |                              |                              |                              |  |  |                           |                           |                           |  |  |                        |                        |                        |
|  | Anglia                         | Judd Trump                     | 4                              |                  |        | Anglia                      | Peter Ebdon                 | 5                           |  |  |                              |                              |                              |  |  |                           |                           |                           |  |  |                        |                        |                        |
|  |                                |                                |                                |                  |        | Anglia                      | Peter Ebdon                 | 5                           |  |  |                              |                              |                              |  |  |                           |                           |                           |  |  |                        |                        |                        |
|  |                                |                                | Australia                      | Neil Robertson   | 1      |                             |                             |                             |  |  |                              |                              |                              |  |  |                           |                           |                           |  |  |                        |                        |                        |
|  | Australia                      | Neil Robertson                 | Australia                      | Neil Robertson   | 1      | 5                           |                             |                             |  |  |                              |                              |                              |  |  |                           |                           |                           |  |  |                        |                        |                        |
|  | Australia                      | Neil Robertson                 |                                |                  |        |                             |                             |                             |  |  |                              |                              |                              |  |  |                           |                           |                           |  |  |                        |                        |                        |
|  | Anglia                         | Mike Dunn                      | 2                              |                  |        |                             |                             |                             |  |  |                              |                              |                              |  |  |                           |                           |                           |  |  |                        |                        |                        |
|  | Anglia                         | Mike Dunn                      | 2                              |                  |        | Anglia                      | Peter Ebdon                 | 2                           |  |  |                              |                              |                              |  |  |                           |                           |                           |  |  |                        |                        |                        |
|  |                                |                                |                                |                  |        |                             |                             |                             |  |  |                              |                              |                              |  |  |                           |                           |                           |  |  |                        |                        |                        |
|  |                                |                                |                                | Ding Junhui      | 5      |                             |                             |                             |  |  |                              |                              |                              |  |  |                           |                           |                           |  |  |                        |                        |                        |
|  |                                | Ding Junhui                    | 5                              | Ding Junhui      | 5      |                             |                             |                             |  |  |                              |                              |                              |  |  |                           |                           |                           |  |  |                        |                        |                        |
|  |                                | Ding Junhui                    | 5                              |                  |        |                             |                             |                             |  |  |                              |                              |                              |  |  |                           |                           |                           |  |  |                        |                        |                        |
|  | Irlandia Północna              | Gerard Greene                  | 3                              |                  |        |                             |                             |                             |  |  |                              |                              |                              |  |  |                           |                           |                           |  |  |                        |                        |                        |
|  | Irlandia Północna              | Gerard Greene                  | 3                              |                  |        |                             | Ding Junhui                 | 5                           |  |  |                              |                              |                              |  |  |                           |                           |                           |  |  |                        |                        |                        |
|  |                                |                                |                                |                  |        |                             | Ding Junhui                 | 5                           |  |  |                              |                              |                              |  |  |                           |                           |                           |  |  |                        |                        |                        |
|  |                                |                                | Anglia                         | Mark Selby       | 3      |                             |                             |                             |  |  |                              |                              |                              |  |  |                           |                           |                           |  |  |                        |                        |                        |
|  | Anglia                         | Mark Selby                     | Anglia                         | Mark Selby       | 3      | 5                           |                             |                             |  |  |                              |                              |                              |  |  |                           |                           |                           |  |  |                        |                        |                        |
|  | Anglia                         | Mark Selby                     |                                |                  |        |                             |                             |                             |  |  |                              |                              |                              |  |  |                           |                           |                           |  |  |                        |                        |                        |
|  | Anglia                         | Rod Lawler                     | 2                              |                  |        |                             |                             |                             |  |  |                              |                              |                              |  |  |                           |                           |                           |  |  |                        |                        |                        |
|  | Anglia                         | Rod Lawler                     | 2                              |                  |        |                             | Ding Junhui                 | 6                           |  |  |                              |                              |                              |  |  |                           |                           |                           |  |  |                        |                        |                        |
|  |                                |                                |                                |                  |        |                             |                             |                             |  |  |                              |                              |                              |  |  |                           |                           |                           |  |  |                        |                        |                        |
|  |                                |                                | Irlandia Północna              | Mark Allen       | 2      |                             |                             |                             |  |  |                              |                              |                              |  |  |                           |                           |                           |  |  |                        |                        |                        |
|  | Walia                          | Ryan Day                       | Irlandia Północna              | Mark Allen       | 2      | 5                           |                             |                             |  |  |                              |                              |                              |  |  |                           |                           |                           |  |  |                        |                        |                        |
|  | Walia                          | Ryan Day                       |                                |                  |        |                             |                             |                             |  |  |                              |                              |                              |  |  |                           |                           |                           |  |  |                        |                        |                        |
|  | Anglia                         | Robert Milkins                 | 1                              |                  |        |                             |                             |                             |  |  |                              |                              |                              |  |  |                           |                           |                           |  |  |                        |                        |                        |
|  | Anglia                         | Robert Milkins                 | 1                              |                  |        | Walia                       | Ryan Day                    | 0                           |  |  |                              |                              |                              |  |  |                           |                           |                           |  |  |                        |                        |                        |
|  |                                |                                |                                |                  |        | Walia                       | Ryan Day                    | 0                           |  |  |                              |                              |                              |  |  |                           |                           |                           |  |  |                        |                        |                        |
|  |                                |                                | Szkocja                        | Stephen Hendry   | 5      |                             |                             |                             |  |  |                              |                              |                              |  |  |                           |                           |                           |  |  |                        |                        |                        |
|  | Szkocja                        | Stephen Hendry                 | Szkocja                        | Stephen Hendry   | 5      | 5                           |                             |                             |  |  |                              |                              |                              |  |  |                           |                           |                           |  |  |                        |                        |                        |
|  | Szkocja                        | Stephen Hendry                 |                                |                  |        |                             |                             |                             |  |  |                              |                              |                              |  |  |                           |                           |                           |  |  |                        |                        |                        |
|  | Anglia                         | Andrew Higginson               | 2                              |                  |        |                             |                             |                             |  |  |                              |                              |                              |  |  |                           |                           |                           |  |  |                        |                        |                        |
|  | Anglia                         | Andrew Higginson               | 2                              |                  |        | Szkocja                     | Stephen Hendry              | 4                           |  |  |                              |                              |                              |  |  |                           |                           |                           |  |  |                        |                        |                        |
|  |                                |                                |                                |                  |        |                             |                             |                             |  |  |                              |                              |                              |  |  |                           |                           |                           |  |  |                        |                        |                        |
|  |                                |                                | Irlandia Północna              | Mark Allen       | 5      |                             |                             |                             |  |  |                              |                              |                              |  |  |                           |                           |                           |  |  |                        |                        |                        |
|  | Irlandia Północna              | Mark Allen                     | Irlandia Północna              | Mark Allen       | 5      | 5                           |                             |                             |  |  |                              |                              |                              |  |  |                           |                           |                           |  |  |                        |                        |                        |
|  | Irlandia Północna              | Mark Allen                     |                                |                  |        |                             |                             |                             |  |  |                              |                              |                              |  |  |                           |                           |                           |  |  |                        |                        |                        |
|  | Szkocja                        | Graeme Dott                    | 1                              |                  |        |                             |                             |                             |  |  |                              |                              |                              |  |  |                           |                           |                           |  |  |                        |                        |                        |
|  | Szkocja                        | Graeme Dott                    | 1                              |                  |        | Irlandia Północna           | Mark Allen                  | 5                           |  |  |                              |                              |                              |  |  |                           |                           |                           |  |  |                        |                        |                        |
|  |                                |                                |                                |                  |        | Irlandia Północna           | Mark Allen                  | 5                           |  |  |                              |                              |                              |  |  |                           |                           |                           |  |  |                        |                        |                        |
|  |                                |                                | Szkocja                        | Stephen Maguire  | 3      |                             |                             |                             |  |  |                              |                              |                              |  |  |                           |                           |                           |  |  |                        |                        |                        |
|  | Szkocja                        | Stephen Maguire                | Szkocja                        | Stephen Maguire  | 3      | 5                           |                             |                             |  |  |                              |                              |                              |  |  |                           |                           |                           |  |  |                        |                        |                        |
|  | Szkocja                        | Stephen Maguire                |                                |                  |        |                             |                             |                             |  |  |                              |                              |                              |  |  |                           |                           |                           |  |  |                        |                        |                        |
|  | Anglia                         | Barry Hawkins                  | 3                              |                  |        |                             |                             |                             |  |  |                              |                              |                              |  |  |                           |                           |                           |  |  |                        |                        |                        |
|  | Anglia                         | Barry Hawkins                  | 3                              |                  |        |                             | Ding Junhui                 | 6                           |  |  |                              |                              |                              |  |  |                           |                           |                           |  |  |                        |                        |                        |
|  |                                |                                |                                |                  |        |                             |                             |                             |  |  |                              |                              |                              |  |  |                           |                           |                           |  |  |                        |                        |                        |
|  |                                |                                | Walia                          | Mark J. Williams | 10     |                             |                             |                             |  |  |                              |                              |                              |  |  |                           |                           |                           |  |  |                        |                        |                        |
|  | Anglia                         | Ronnie O’Sullivan              | Walia                          | Mark J. Williams | 10     | 3                           |                             |                             |  |  |                              |                              |                              |  |  |                           |                           |                           |  |  |                        |                        |                        |
|  | Anglia                         | Ronnie O’Sullivan              |                                |                  |        |                             |                             |                             |  |  |                              |                              |                              |  |  |                           |                           |                           |  |  |                        |                        |                        |
|  |                                | Tian Pengfei                   | 5                              |                  |        |                             |                             |                             |  |  |                              |                              |                              |  |  |                           |                           |                           |  |  |                        |                        |                        |
|  |                                | Tian Pengfei                   | 5                              |                  |        | Tian Pengfei                | 3                           |                             |  |  |                              |                              |                              |  |  |                           |                           |                           |  |  |                        |                        |                        |
|  |                                |                                |                                |                  |        | Tian Pengfei                | 3                           |                             |  |  |                              |                              |                              |  |  |                           |                           |                           |  |  |                        |                        |                        |
|  |                                |                                | Anglia                         | Mark King        | 5      |                             |                             |                             |  |  |                              |                              |                              |  |  |                           |                           |                           |  |  |                        |                        |                        |
|  | Anglia                         | Mark King                      | Anglia                         | Mark King        | 5      | 5                           |                             |                             |  |  |                              |                              |                              |  |  |                           |                           |                           |  |  |                        |                        |                        |
|  | Anglia                         | Mark King                      |                                |                  |        |                             |                             |                             |  |  |                              |                              |                              |  |  |                           |                           |                           |  |  |                        |                        |                        |
|  | Tajlandia                      | James Wattana                  | 4                              |                  |        |                             |                             |                             |  |  |                              |                              |                              |  |  |                           |                           |                           |  |  |                        |                        |                        |
|  | Tajlandia                      | James Wattana                  | 4                              |                  |        | Anglia                      | Mark King                   | 1                           |  |  |                              |                              |                              |  |  |                           |                           |                           |  |  |                        |                        |                        |
|  |                                |                                |                                |                  |        |                             |                             |                             |  |  |                              |                              |                              |  |  |                           |                           |                           |  |  |                        |                        |                        |
|  |                                |                                | Anglia                         | Allister Carter  | 5      |                             |                             |                             |  |  |                              |                              |                              |  |  |                           |                           |                           |  |  |                        |                        |                        |
|  | Anglia                         | Joe Perry                      | Anglia                         | Allister Carter  | 5      | 5                           |                             |                             |  |  |                              |                              |                              |  |  |                           |                           |                           |  |  |                        |                        |                        |
|  | Anglia                         | Joe Perry                      |                                |                  |        |                             |                             |                             |  |  |                              |                              |                              |  |  |                           |                           |                           |  |  |                        |                        |                        |
|  | Malta                          | Tony Drago                     | 1                              |                  |        |                             |                             |                             |  |  |                              |                              |                              |  |  |                           |                           |                           |  |  |                        |                        |                        |
|  | Malta                          | Tony Drago                     | 1                              |                  |        | Anglia                      | Joe Perry                   | 3                           |  |  |                              |                              |                              |  |  |                           |                           |                           |  |  |                        |                        |                        |
|  |                                |                                |                                |                  |        | Anglia                      | Joe Perry                   | 3                           |  |  |                              |                              |                              |  |  |                           |                           |                           |  |  |                        |                        |                        |
|  |                                |                                | Anglia                         | Allister Carter  | 5      |                             |                             |                             |  |  |                              |                              |                              |  |  |                           |                           |                           |  |  |                        |                        |                        |
|  | Anglia                         | Allister Carter                | Anglia                         | Allister Carter  | 5      | 5                           |                             |                             |  |  |                              |                              |                              |  |  |                           |                           |                           |  |  |                        |                        |                        |
|  | Anglia                         | Allister Carter                |                                |                  |        |                             |                             |                             |  |  |                              |                              |                              |  |  |                           |                           |                           |  |  |                        |                        |                        |
|  |                                | Liu Chuang                     | 1                              |                  |        |                             |                             |                             |  |  |                              |                              |                              |  |  |                           |                           |                           |  |  |                        |                        |                        |
|  |                                | Liu Chuang                     | 1                              |                  | Anglia | Allister Carter             | 4                           |                             |  |  |                              |                              |                              |  |  |                           |                           |                           |  |  |                        |                        |                        |
|  |                                |                                |                                |                  |        |                             |                             |                             |  |  |                              |                              |                              |  |  |                           |                           |                           |  |  |                        |                        |                        |
|  |                                |                                | Walia                          | Mark J. Williams | 6      |                             |                             |                             |  |  |                              |                              |                              |  |  |                           |                           |                           |  |  |                        |                        |                        |
|  | Anglia                         | Shaun Murphy                   | Walia                          | Mark J. Williams | 6      | 2                           |                             |                             |  |  |                              |                              |                              |  |  |                           |                           |                           |  |  |                        |                        |                        |
|  | Anglia                         | Shaun Murphy                   |                                |                  |        |                             |                             |                             |  |  |                              |                              |                              |  |  |                           |                           |                           |  |  |                        |                        |                        |
|  | Anglia                         | Nigel Bond                     | 5                              |                  |        |                             |                             |                             |  |  |                              |                              |                              |  |  |                           |                           |                           |  |  |                        |                        |                        |
|  | Anglia                         | Nigel Bond                     | 5                              |                  |        | Anglia                      | Nigel Bond                  | 3                           |  |  |                              |                              |                              |  |  |                           |                           |                           |  |  |                        |                        |                        |
|  |                                |                                |                                |                  |        | Anglia                      | Nigel Bond                  | 3                           |  |  |                              |                              |                              |  |  |                           |                           |                           |  |  |                        |                        |                        |
|  |                                |                                | Hongkong                       | Marco Fu         | 5      |                             |                             |                             |  |  |                              |                              |                              |  |  |                           |                           |                           |  |  |                        |                        |                        |
|  | Hongkong                       | Marco Fu                       | Hongkong                       | Marco Fu         | 5      | 5                           |                             |                             |  |  |                              |                              |                              |  |  |                           |                           |                           |  |  |                        |                        |                        |
|  | Hongkong                       | Marco Fu                       |                                |                  |        |                             |                             |                             |  |  |                              |                              |                              |  |  |                           |                           |                           |  |  |                        |                        |                        |
|  | Belgia                         | Bjorn Haneveer                 | 2                              |                  |        |                             |                             |                             |  |  |                              |                              |                              |  |  |                           |                           |                           |  |  |                        |                        |                        |
|  | Belgia                         | Bjorn Haneveer                 | 2                              |                  |        | Hongkong                    | Marco Fu                    | 1                           |  |  |                              |                              |                              |  |  |                           |                           |                           |  |  |                        |                        |                        |
|  |                                |                                |                                |                  |        |                             |                             |                             |  |  |                              |                              |                              |  |  |                           |                           |                           |  |  |                        |                        |                        |
|  |                                |                                | Walia                          | Mark J. Williams | 5      |                             |                             |                             |  |  |                              |                              |                              |  |  |                           |                           |                           |  |  |                        |                        |                        |
|  | Walia                          | Mark J. Williams               | Walia                          | Mark J. Williams | 5      | 5                           |                             |                             |  |  |                              |                              |                              |  |  |                           |                           |                           |  |  |                        |                        |                        |
|  | Walia                          | Mark J. Williams               |                                |                  |        |                             |                             |                             |  |  |                              |                              |                              |  |  |                           |                           |                           |  |  |                        |                        |                        |
|  | Anglia                         | Jamie Cope                     | 3                              |                  |        |                             |                             |                             |  |  |                              |                              |                              |  |  |                           |                           |                           |  |  |                        |                        |                        |
|  | Anglia                         | Jamie Cope                     | 3                              |                  |        | Walia                       | Mark J. Williams            | 5                           |  |  |                              |                              |                              |  |  |                           |                           |                           |  |  |                        |                        |                        |
|  |                                |                                |                                |                  |        | Walia                       | Mark J. Williams            | 5                           |  |  |                              |                              |                              |  |  |                           |                           |                           |  |  |                        |                        |                        |
|  |                                |                                | Szkocja                        | John Higgins     | 2      |                             |                             |                             |  |  |                              |                              |                              |  |  |                           |                           |                           |  |  |                        |                        |                        |
|  | Szkocja                        | John Higgins                   | Szkocja                        | John Higgins     | 2      | 5                           |                             |                             |  |  |                              |                              |                              |  |  |                           |                           |                           |  |  |                        |                        |                        |
|  | Szkocja                        | John Higgins                   |                                |                  |        |                             |                             |                             |  |  |                              |                              |                              |  |  |                           |                           |                           |  |  |                        |                        |                        |
|  | Irlandia                       | Fergal O’Brien                 | 3                              |                  |        |                             |                             |                             |  |  |                              |                              |                              |  |  |                           |                           |                           |  |  |                        |                        |                        |
|  | Irlandia                       | Fergal O’Brien                 | 3                              |                  |        |                             |                             |                             |  |  |                              |                              |                              |  |  |                           |                           |                           |  |  |                        |                        |                        |
|  |                                |                                |                                |                  |        |                             |                             |                             |  |  |                              |                              |                              |  |  |                           |                           |                           |  |  |                        |                        |                        |

## Finał
| Finał: Do 10 wygranych frame'ów · Uniwersytet Pekiński, Pekin, Chiny, 4 kwietnia 2010 · Sędzia: Michaela Tabb |                    |               |
| Ding Junhui | 6 – 10             | Mark Williams |
| Sesja południowa: 12-111(110), 128(127)-0, 83(53)-1, 74(70)-25, 29-69(68), 123(116)-7, 35-87(55), 86(82)-32, 17-109(61,35) Sesja wieczorna: 4-81(81), 61(47)-66(65), 73(73)-0, 0-76(64), 11-84(36), 57(48)-85(59), 14-75 |                    |               |
| 127 | Najwyższy break    | 110           |
| 2 | Breaki stupunktowe | 1             |
| 6 | Breaki 50-punktowe | 8             |

## Breaki stupunktowe turnieju zasadniczego
W turnieju głównym padło 29 breaków stupunktowych.

- 147, 112, 102  Neil Robertson
- 143  Mark Davis
- 137, 127, 126, 125, 121, 116, 107, 101, 100  Ding Junhui
- 132, 126   Stephen Hendry
- 130  Peter Ebdon
- 127  Shaun Murphy
- 120  Tony Drago
- 116, 110, 108  Mark J. Williams
- 116, 101  Mark Selby
- 116  Yu Delu
- 110  Marco Fu
- 104  Liu Chuang
- 102  Bjorn Haneveer
- 102  Mark Allen
- 100  Mark King

## Statystyki turnieju

### Statystyki pierwszej rundy
|                   | Państwo           | Il. zawodników | % zawodników |
| ----------------- | ----------------- | -------------- | ------------ |
| Anglia            | Anglia            | 15             | 46,88%       |
| Szkocja           | Szkocja           | 4              | 13,50%       |
|                   | Chiny             | 3              | 9,38%        |
| Walia             | Walia             | 2              | 6,75%        |
| Irlandia Północna | Irlandia Północna | 2              | 6,25%        |
| Australia         | Australia         | 1              | 3,13%        |
| Hongkong          | Hongkong          | 1              | 3,13%        |
| Irlandia          | Irlandia          | 1              | 3,13%        |
| Malta             | Malta             | 1              | 3,13%        |
| Belgia            | Belgia            | 1              | 3,13%        |
| Tajlandia         | Tajlandia         | 1              | 3,13%        |

- Liczba uczestników rundy: 32 zawodników
- Liczba rozstawionych zawodników w rundzie: 16
- Liczba nierozstawionych zawodników w rundzie: 16
- Liczba zwycięstw zawodników rozstawionych: 14
- Liczba zwycięstw zawodników nierozstawionych: 2
- Liczba rozegranych partii (maksymalnie możliwa): 117 (144)
- Średnia liczba partii w meczu: 7,31
- Najwyższe zwycięstwo: 5-1
- Liczba meczów rozstrzygniętych w ostatniej partii: 2

### Statystyki drugiej rundy
|                   | Państwo           | Il. zawodników | % zawodników |
| ----------------- | ----------------- | -------------- | ------------ |
| Anglia            | Anglia            | 6              | 37,50%       |
| Szkocja           | Szkocja           | 3              | 18,75%       |
|                   | Chiny             | 2              | 12,50%       |
| Walia             | Walia             | 2              | 12,50%       |
| Irlandia Północna | Irlandia Północna | 1              | 6,25%        |
| Australia         | Australia         | 1              | 6,25%        |
| Hongkong          | Hongkong          | 1              | 6,25%        |

- Liczba uczestników rundy: 16 zawodników
- Liczba rozstawionych zawodników w rundzie: 14
- Liczba nierozstawionych zawodników w rundzie: 2
- Liczba zwycięstw zawodników rozstawionych: 8
- Liczba zwycięstw zawodników nierozstawionych: 0
- Liczba rozegranych partii (maksymalnie możliwa): 58 (72)
- Średnia liczba partii w meczu: 7,25
- Najwyższe zwycięstwo: 5-0
- Liczba meczów rozstrzygniętych w ostatniej partii: 0

### Statystyki ćwierćfinałów
|                   | Państwo           | Il. zawodników | % zawodników |
| ----------------- | ----------------- | -------------- | ------------ |
| Anglia            | Anglia            | 3              | 37,50%       |
| Szkocja           | Szkocja           | 1              | 12,50%       |
|                   | Chiny             | 1              | 12,50%       |
| Walia             | Walia             | 1              | 12,50%       |
| Irlandia Północna | Irlandia Północna | 1              | 12,50%       |
| Hongkong          | Hongkong          | 1              | 12,50%       |

- Liczba uczestników rundy: 8 zawodników
- Liczba rozstawionych zawodników w rundzie: 8
- Liczba nierozstawionych zawodników w rundzie: 0
- Liczba zwycięstw zawodników rozstawionych: 4
- Liczba zwycięstw zawodników nierozstawionych: 0
- Liczba rozegranych partii (maksymalnie możliwa): 28 (36)
- Średnia liczba partii w meczu: 7,00
- Najwyższe zwycięstwo: 5-1
- Liczba meczów rozstrzygniętych w ostatniej partii: 1

### Statystyki półfinałów
|                   | Państwo           | Il. zawodników | % zawodników |
| ----------------- | ----------------- | -------------- | ------------ |
| Anglia            | Anglia            | 1              | 25,00%       |
|                   | Chiny             | 1              | 25,00%       |
| Walia             | Walia             | 1              | 25,00%       |
| Irlandia Północna | Irlandia Północna | 1              | 25,00%       |

- Liczba uczestników rundy: 4 zawodników
- Liczba rozstawionych zawodników w rundzie: 4
- Liczba nierozstawionych zawodników w rundzie: 0
- Liczba zwycięstw zawodników rozstawionych: 2
- Liczba zwycięstw zawodników nierozstawionych: 0
- Liczba rozegranych partii (maksymalnie możliwa): 18 (22)
- Średnia liczba partii w meczu: 9,00
- Najwyższe zwycięstwo: 6-2
- Liczba meczów rozstrzygniętych w ostatniej partii: 0

## Zmiany na liście rankingowej związane z turniejem

### Sytuacja przed turniejem
Przed turniejem liderem prowizorycznego rankingu na sezon 2009/2010 był John Higgins z 51360 punktami, który wyprzedzał drugiego na liście Ronniego O’Sullivana o 9505 punktów. Trzecią pozycję na liście zajmował Australijczyk Neil Robertson z nieco ponad sześciotysięczno-punktową stratą do O’Sullivana.
Czwartą lokatę na liście zajmował Allister Carter, który tracił zaledwie 5 punktów do trzeciego na liście Robertsona.
Pierwsza lokata Higginsa była niezagrożona, bowiem zwycięzca turnieju otrzymywał 7000 punktów rankingowych, a jego przewaga nad drugim na liście była znacznie większa. W podobnej sytuacji był drugi na liście – Ronnie O’Sullivan.

### Sytuacja po turnieju
Po rozgrywkach turniejowych czołówka rankingu nieco się zmieniła. Dwa pierwsze miejsca zajmowali bez zmian: 1. Higgins, 2. O’Sullivan. Zwiększyła się jednak przewaga Higginsa nad O’Sullivanem, bowiem Szkot zakończył swój udział w turnieju później niż Anglik. Przewaga ta od tego turnieju wynosiła 11185 punktów. Zmiana nastąpiła na trzecim miejscu rankingu, które do tego turnieju zajmował Robertson, a zmienił go Allister Carter, który wyprzedził czwartego już Robertsona o prawie dwa tysiące punktów.
W pierwszej 16. rankingu prowizorycznego zmieniło się niewiele. Poza ową najlepszą 16. wypadł zaledwie jeden zawodnik – Ricky Walden (z 16. na 18.), zaś do tejże 16. awansował Peter Ebdon (z 18. na 15.). Awans Ebdona jest najwyższym awansem tej części rankingu. O dwie pozycje awansowali też Ding Junhui (z 7. na 5.), Mark J. Williams (z 9. na 7.) i Mark Allen (z 12. na 10.). O jedną pozycję, podobnie jak Carter awansował także Mark King (z 15. na 14.). Swoje miejsce sprzed turnieju oprócz dwóch pierwszych miejsc rankingu zachował także Marco Fu (13. lokata). Spadek zaś zanotowali Stephen Maguire (-1), Shaun Murphy (-2), Ryan Day (-1), Stephen Hendry (-1), Mark Selby (-1) i Liang Wenbo (-2).
W kolejnej 16. rankingu prowizorycznego a zarazem pierwszej 32. tegoż rankingu zaszło mniej zmian. Żaden z zawodników nie wypadł poza najlepszą 32., doszło jednak do kilku drobnych przesunięć. W tej części tabeli największy awans zanotował Judd Trump, który swój udział w turnieju zakończył już w pierwszej rundzie, awansując z 26. na 23. pozycję rankingu. Największy spadek zaś zanotował Matthew Stevens, który nie zakwalifikował się do fazy zasadniczej turnieju, spadając z 19. na 22. pozycję. Różnice miejsc pozostałych zawodników oscylowały wokół 1- lub 2-miejscowego spadku lub awansu. Jamie Cope (17.), Graeme Dott (20.) i Steve Davis (27.) zachowali swe miejsca na liście.

## Kwalifikacje
Mecze kwalifikacyjne do China Open 2010 zostały rozegrane w dniach 2 lutego – 5 lutego 2010 roku w Pontin’s Centre w Prestatyn w Walii. Wyłoniły one 16 zawodników. 8 z kwalifikantów najwyżej notowanych w światowym rankingu snookerowym zostało rozstawionych do drabinki turniejowej. Pozostałych 8 kwalifikantów najniżej notowanych w światowym rankingu snookerowym zagrało z 8 lokalnymi zawodnikami w rundzie dzikich kart – zwycięzcy tych spotkań zagrali w pierwszej rundzie pojedynku zasadniczego.

## Drabinka kwalifikacji[49]
|  | Runda 1 Do 5 wygranych partii | Runda 1 Do 5 wygranych partii | Runda 1 Do 5 wygranych partii |  | Runda 2 Do 5 wygranych partii | Runda 2 Do 5 wygranych partii | Runda 2 Do 5 wygranych partii |  | Runda 3 Do 5 wygranych partii | Runda 3 Do 5 wygranych partii | Runda 3 Do 5 wygranych partii |  | Runda 4 Do 5 wygranych partii | Runda 4 Do 5 wygranych partii | Runda 4 Do 5 wygranych partii |
|  |                               |                               |                               |  |                               |                               |                               |  |                               |                               |                               |  |                               |                               |                               |
|  | Tajlandia                     | Atthasit Mahitthi             | 4                             |  | Anglia                        | Tom Ford                      | 5                             |  | Anglia                        | Jimmy Michie                  | 2                             |  | Anglia                        | Judd Trump                    | 5                             |
|  | Walia                         | Michael White                 | 5                             |  | Walia                         | Michael White                 | 0                             |  | Anglia                        | Tom Ford                      | 5                             |  | Anglia                        | Tom Ford                      | 1                             |
|  |                               |                               |                               |  |                               |                               |                               |  |                               |                               |                               |  |                               |                               |                               |
|  | Anglia                        | Chris Norbury                 | 5                             |  | Irlandia                      | David Morris                  | 3                             |  | Anglia                        | Mike Dunn                     | 5                             |  | Anglia                        | Steve Davis                   | 3                             |
|  |                               | Zhang Anda                    | 4                             |  | Anglia                        | Chris Norbury                 | 5                             |  | Anglia                        | Chris Norbury                 | 3                             |  | Anglia                        | Mike Dunn                     | 5                             |
|  |                               |                               |                               |  |                               |                               |                               |  |                               |                               |                               |  |                               |                               |                               |
|  | Anglia                        | Ben Woollaston                | 5                             |  | Anglia                        | Andy Hicks                    | 5                             |  | Irlandia                      | Michael Judge                 | 5                             |  | Irlandia Północna             | Gerard Greene                 | 5                             |
|  | Anglia                        | Andrew Norman                 | 0                             |  | Anglia                        | Ben Woollaston                | 1                             |  | Anglia                        | Andy Hicks                    | 1                             |  | Irlandia                      | Michael Judge                 | 2                             |
|  |                               |                               |                               |  |                               |                               |                               |  |                               |                               |                               |  |                               |                               |                               |
|  | Anglia                        | Matthew Selt                  | 5                             |  | Anglia                        | Rod Lawler                    | 5                             |  | Walia                         | Dominic Dale                  | 3                             |  | Anglia                        | Ricky Walden                  | 2                             |
|  | Szkocja                       | Mark Boyle                    | 2                             |  | Anglia                        | Matthew Selt                  | 4                             |  | Anglia                        | Rod Lawler                    | 5                             |  | Anglia                        | Rod Lawler                    | 5                             |
|  |                               |                               |                               |  |                               |                               |                               |  |                               |                               |                               |  |                               |                               |                               |
|  | Tajlandia                     | Noppadol Sangnil              | 4                             |  | Anglia                        | Robert Milkins                | 5                             |  | Szkocja                       | Marcus Campbell               | 0                             |  | Anglia                        | Michael Holt                  | 3                             |
|  |                               | Mei Xiwen                     | 5                             |  |                               | Mei Xiwen                     | 1                             |  | Anglia                        | Robert Milkins                | 5                             |  | Anglia                        | Robert Milkins                | 5                             |
|  |                               |                               |                               |  |                               |                               |                               |  |                               |                               |                               |  |                               |                               |                               |
|  | Walia                         | Daniel Wells                  | 3                             |  | Anglia                        | Peter Lines                   | 4                             |  | Anglia                        | Andrew Higginson              | 5                             |  |                               | Liang Wenbo                   | 2                             |
|  | Anglia                        | Shailesh Jogia                | 5                             |  | Anglia                        | Shailesh Jogia                | 5                             |  | Anglia                        | Shailesh Jogia                | 0                             |  | Anglia                        | Andrew Higginson              | 5                             |
|  |                               |                               |                               |  |                               |                               |                               |  |                               |                               |                               |  |                               |                               |                               |
|  | Irlandia Północna             | Patrick Wallace               | 5                             |  | Anglia                        | David Gilbert                 | 5                             |  | Irlandia                      | Ken Doherty                   | 5                             |  | Szkocja                       | Graeme Dott                   | 5                             |
|  | Irlandia                      | Brendan O’Donoghue            | 2                             |  | Irlandia Północna             | Patrick Wallace               | 1                             |  | Anglia                        | David Gilbert                 | 0                             |  | Irlandia                      | Ken Doherty                   | 2                             |
|  |                               |                               |                               |  |                               |                               |                               |  |                               |                               |                               |  |                               |                               |                               |
|  | Anglia                        | Lee Spick                     | 3                             |  | Anglia                        | Mark Joyce                    | 5                             |  | Szkocja                       | Alan McManus                  | 5                             |  | Anglia                        | Barry Hawkins                 | 5                             |
|  | Walia                         | Ian Preece                    | 5                             |  | Walia                         | Ian Preece                    | 4                             |  | Anglia                        | Mark Joyce                    | 1                             |  | Szkocja                       | Alan McManus                  | 1                             |
|  |                               |                               |                               |  |                               |                               |                               |  |                               |                               |                               |  |                               |                               |                               |
|  |                               | Xiao Guodong                  | 5                             |  | Anglia                        | Jimmy White                   | 4                             |  | Anglia                        | Mark Davis                    | 5                             |  | Anglia                        | Stuart Bingham                | 2                             |
|  | Irlandia Północna             | Jordan Brown                  | 3                             |  |                               | Xiao Guodong                  | 5                             |  |                               | Xiao Guodong                  | 3                             |  | Anglia                        | Mark Davis                    | 5                             |
|  |                               |                               |                               |  |                               |                               |                               |  |                               |                               |                               |  |                               |                               |                               |
|  | Anglia                        | Simon Bedford                 | 1                             |  | Irlandia                      | Joe Delaney                   | 0                             |  | Anglia                        | Martin Gould                  | 2                             |  | Irlandia Północna             | Joe Swail                     | 1                             |
|  | Tajlandia                     | James Wattana                 | 5                             |  | Tajlandia                     | James Wattana                 | 5                             |  | Tajlandia                     | James Wattana                 | 5                             |  | Tajlandia                     | James Wattana                 | 5                             |
|  |                               |                               |                               |  |                               |                               |                               |  |                               |                               |                               |  |                               |                               |                               |
|  | Anglia                        | Lee Page                      | 2                             |  | Anglia                        | John Parrott                  | 2                             |  | Anglia                        | Anthony Hamilton              | 4                             |  | Anglia                        | Stephen Lee                   | 2                             |
|  | Malta                         | Tony Drago                    | 5                             |  | Malta                         | Tony Drago                    | 5                             |  | Malta                         | Tony Drago                    | 5                             |  | Malta                         | Tony Drago                    | 5                             |
|  |                               |                               |                               |  |                               |                               |                               |  |                               |                               |                               |  |                               |                               |                               |
|  | Anglia                        | Stephen Rowlings              | 4                             |  |                               | Jin Long                      | 2                             |  | Anglia                        | Rory McLeod                   | 5                             |  | Anglia                        | Dave Harold                   | 1                             |
|  | Anglia                        | Jimmy Robertson               | 5                             |  | Anglia                        | Jimmy Robertson               | 5                             |  | Anglia                        | Jimmy Robertson               | 1                             |  | Anglia                        | Rory McLeod                   | 5                             |
|  |                               |                               |                               |  |                               |                               |                               |  |                               |                               |                               |  |                               |                               |                               |
|  |                               | Li Hang                       | 0                             |  | Anglia                        | Barry Pinches                 | 5                             |  | Anglia                        | Adrian Gunnell                | 5                             |  | Anglia                        | Nigel Bond                    | 5                             |
|  | Anglia                        | David Gray                    | 5                             |  | Anglia                        | David Gray                    | 1                             |  | Anglia                        | Barry Pinches                 | 4                             |  | Anglia                        | Adrian Gunnell                | 3                             |
|  |                               |                               |                               |  |                               |                               |                               |  |                               |                               |                               |  |                               |                               |                               |
|  | Belgia                        | Bjorn Haneveer                | 5                             |  | Anglia                        | David Roe                     | 4                             |  | Anglia                        | Stuart Pettman                | 2                             |  | Walia                         | Matthew Stevens               | 2                             |
|  | Tajlandia                     | Thepchaiya Un-Nooh            | 4                             |  | Belgia                        | Bjorn Haneveer                | 5                             |  | Belgia                        | Bjorn Haneveer                | 5                             |  | Belgia                        | Bjorn Haneveer                | 5                             |
|  |                               |                               |                               |  |                               |                               |                               |  |                               |                               |                               |  |                               |                               |                               |
|  | Anglia                        | Matthew Couch                 | 5                             |  | Walia                         | Paul Davies                   | 2                             |  | Szkocja                       | Jamie Burnett                 | 5                             |  | Anglia                        | Jamie Cope                    | 5                             |
|  | Irlandia                      | David Hogan                   | 3                             |  | Anglia                        | Matthew Couch                 | 5                             |  | Anglia                        | Matthew Couch                 | 1                             |  | Szkocja                       | Jamie Burnett                 | 3                             |
|  |                               |                               |                               |  |                               |                               |                               |  |                               |                               |                               |  |                               |                               |                               |
|  | Anglia                        | Craig Steadman                | 3                             |  |                               | Liu Song                      | 2                             |  | Anglia                        | Ian McCulloch                 | 1                             |  | Irlandia                      | Fergal O’Brien                | 5                             |
|  | Anglia                        | Sam Baird                     | 5                             |  | Anglia                        | Sam Baird                     | 5                             |  | Anglia                        | Sam Baird                     | 5                             |  | Anglia                        | Sam Baird                     | 2                             |

## Breaki stupunktowe kwalifikacji
W turnieju głównym padły 23 breaki stupunktowe.

- 134, 105  Matthew Selt
- 134  David Gray
- 132, 100  Robert Milkins
- 132  Jimmy Robertson
- 122  Tony Drago
- 119  Jamie Cope
- 117  Matthew Stevens
- 114, 100  Judd Trump
- 112, 102  Barry Pinches
- 112, 101  Tom Ford
- 111  Dominic Dale
- 110, 108  Jordan Brown
- 110  Rory McLeod
- 109, 100, 100  Sam Baird
- 100  Craig Steadman